# Jaume Cardoner Nogué
Jaume Cardoner Nogué (Barcelona, 1891 - Reus, 1954) va ser un professor i periodista català, catedràtic a l'Institut de Reus.
Professor de geografia i història, va treure oposicions a l'Institut de Reus. El 1923 es va casar amb Isabel Rodés Quer, d'una família de l'alta burgesia reusenca. Va ser secretari de l'Institut i va col·laborar en diverses publicacions locals, especialment a El Heraldo de Reus i a la Revista del Centro de Lectura abans de la guerra civil. A Badalona, el 1919, havia fundat la revista Joventut, una publicació literària i humorística. Vinculat amb la dreta franquista, va ser delegat de cultura de la Falange, organització a la que s'havia vinculat el 1936 i de la que en va ser inspector. Va ser també secretari local del Movimiento. Va escriure un guió literari-radiofònic que va fer imprimir, titulat José Martí Folguera en su intimidad poética (1950) i un estudi biogràfic de la Prelada Quer, familiar per part de la seva dona. Va escriure regularment al Setmanari Reus i al Diario Español de Tarragona. Va ser regidor de cultura a l'Ajuntament de Reus el 1943. Nomenat cronista municipal i arxiver, va acabar de traspassar els fons anteriors a 1900 que encara restaven a l'Arxiu Administratiu i va crear un arxiu fotogràfic (1952). La figura de cronista municipal va desaparèixer amb la seva mort el 1954.